# Mariakerk (Aardenburg)
De Mariakerk was een van de twee parochiekerken van Aardenburg die de parochie Beooster Eede bediende. De andere kerk was de Sint-Bavokerk die tegenwoordig nog bestaat en de parochie Bewester Eede bediende. Ze bevond zich aan het einde van de huidige Oude Kerkstraat.
De Mariakerk was de grootste en belangrijkste kerk van de toenmalige stad.
Omtrent de stichting ervan tast men in het duister. De legende beweert dat de eerste voorganger in de 7e eeuw door de heilige Eligius zou zijn gesticht, maar vermoed wordt dat ze in de 9e of 10e eeuw is gesticht door toedoen van graaf Arnulf I van Vlaanderen op een koninklijk domein.
Het was een kapittelkerk waaraan in 1167 16 kanunniken verbonden waren. Het was vermoedelijk een groot bouwwerk met twee torens. Een kaart van Jacob van Deventer uit 1550 toont deze kerk. Tijdens de troebelen van de Tachtigjarige Oorlog liep de kerk aanzienlijke schade op, en toen prins Maurits de stad in 1604 veroverde kwam de kerk in protestantse handen. Toen de versterkingen werden aangelegd kwam de kerk buiten de vesting te liggen en werd in 1625 gesloopt.

## Mariaverering
De Mariakerk was het centrum van Mariaverering en bedevaart. Het betrof echter niet de devotie voor Maria met de Inktpot, zoals die heden ten dage bestaat in de katholieke Maria ten Hemelopnemingkerk. De eerste documenten omtrent de Mariaverering stammen uit 1296. Er was in dit document sprake van menigvuldige mirakelen. Vele hoogwaardigheidsbekleders kwamen hier ter bedevaart, onder wie koning Eduard I van Engeland en zijn tegenstrever koning Filips IV van Frankrijk.
In latere documenten wordt 1273 genoemd als beginjaar van de verering maar het vroegste document waarin dit jaartal wordt genoemd stamt uit 1561.
In 1328 kwam Aardenburg, onder druk van Brugge in opstand tegen de graaf van Vlaanderen. Deze opstand werd neergeslagen. In 1330 verzoende graaf Lodewijk II van Nevers zich weer met Aardenburg en schonk twaalf zilveren lampen en vier zilveren schalen aan de Mariakerk. In 1340 bezocht koning Eduard III van Engeland het heiligdom om dank te brengen voor de overwinning op de Fransen bij een zeeslag in het Zwin. Graaf Lodewijk van Male nam de Mariakerk op in zijn testament.
Hoe het oorspronkelijke beeld eruitgezien heeft is niet bekend. Het is in 1572 door de geuzen vernield. Men kan alleen een indruk krijgen aan de hand van de bewaard gebleven pelgrimsinsignes. Daar is een Maria met kind op te zien. In de 18e eeuw kwam het wonderverhaal van Maria met de inktpot in zwang, waarbij gerefereerd werd aan een beeld dat zich bevond in de pui van het Stadhuis van Brugge. Daarop is Maria te zien met een inktkoker en het Jezuskindje met een pen. Volgens de overlevering zou dit het oorspronkelijke Aardenburgse beeld zijn geweest. In Brugge werd ter ere van dit beeld de jaarlijkse knikprocessie gehouden. In 1786, onder keizer Jozef II, werd deze devotie verboden. In 1792 werd het beeld door de Brugse aanhangers van de Franse Revolutie, die clubisten werden genoemd, kapotgeslagen.
Aangezien er tekeningen van dit beeld bestonden, kon er in 1853 een kopie van worden gemaakt. Dit beeld stond ten voorbeeld aan het beeld dat in 1871 voor de Maria Tenhemelopnemingkerk te Aardenburg werd gemaakt.